# Alberto Mazzucco
Alberto Mazzucco (Casale Monferrato, 21 luglio 1911 – Casale Monferrato, 27 settembre 1996) è stato un calciatore e allenatore di calcio italiano, di ruolo terzino sinistro.

## Carriera

### Giocatore
Giocò in Serie A 101 partite con il Casale e 65 partite con il Novara. Fece il suo esordio nel massimo campionato l'8 febbraio 1931 nell'incontro Casale-Ambrosiana Inter (1-0). Nel campionato di Serie B disputò 63 partite con il Novara e 8 incontri con la maglia del Brescia.

### Allenatore
Nelle prime 11 partite della stagione 1953-1954 allenò il Casale in IV Serie, venendo esonerato con la squadra all'ultimo posto in classifica.

## Palmarès

### Club

#### Competizioni nazionali
- Serie C: 1

Biellese: 1942-1943
- Serie B: 1

Novara: 1937-1938